# Jiangjunosaurus
Jiangjunosaurus là một chi khủng long, được Jia C. Forster (as Foster [sic]) Xu X. & J. Clark mô tả khoa học năm 2007.